# سة قلعة
سة قلعة (بالفارسية: سه‌قلعه) هي مدينة تقع في إيران في Seh Qaleh District. يقدر عدد سكانها بـ 5,036 نسمة .